# Hodonínské rybníky
Hodonínské rybníky jsou soustava rybníků v okrese Hodonín na Kyjovce v oblasti jejího soutoku s Prušánkou. Nacházejí se na jihozápadním okraji hodonínské Doubravy, na katastru Hodonína, severně od Lužic. Jejich celková plocha činí zhruba 2 km² a jsou významným útočištěm a hnízdištěm ptáků, podobně jako Mutěnické rybníky několik kilometrů severně.

## Historie
Rybníky se zde začaly zakládat v 15. století, v maximálním rozsahu zabíraly až 20 km². V polovině 19. století se zde nacházel jediný velký rybník označovaný jako Písečný (Sand Teich na mapě z druhého vojenského mapování). Nedlouho poté byl ale vysušen a přeměněn na louky a pole. Rybníky zde byly obnovovány až po druhé světové válce.
Plocha byla nově rozdělena hrázemi na několik menších rybníků mnohoúhelníkových tvarů. Kyjovka a Prušánka byly svedeny do umělých kanálů mezi rybníky. Jako koncová hráz soustavy sloužila státní silnice mezi Lužicemi a Hodonínem, výstavbou její přeložky (silnice I/55) byly spodní dva rybníky (Lužický a Písečný) každý ještě rozdělen na dvě části.

## Přehled rybníků
- Bojanovický rybník, 22,4 ha
- Dvorský rybník, 28,5 ha
- Komárovský rybník, 20,9 ha
- Lužický rybník, 19,5 + 13,3 ha
- Nad sádkami, 9,8 ha
- Novodvorský rybník, 20,3 ha
- Písečný rybník, 42,3 + 9,7 ha
- Výtopa, 10,8 ha[1]